# Grüne Kielrückenwassernatter

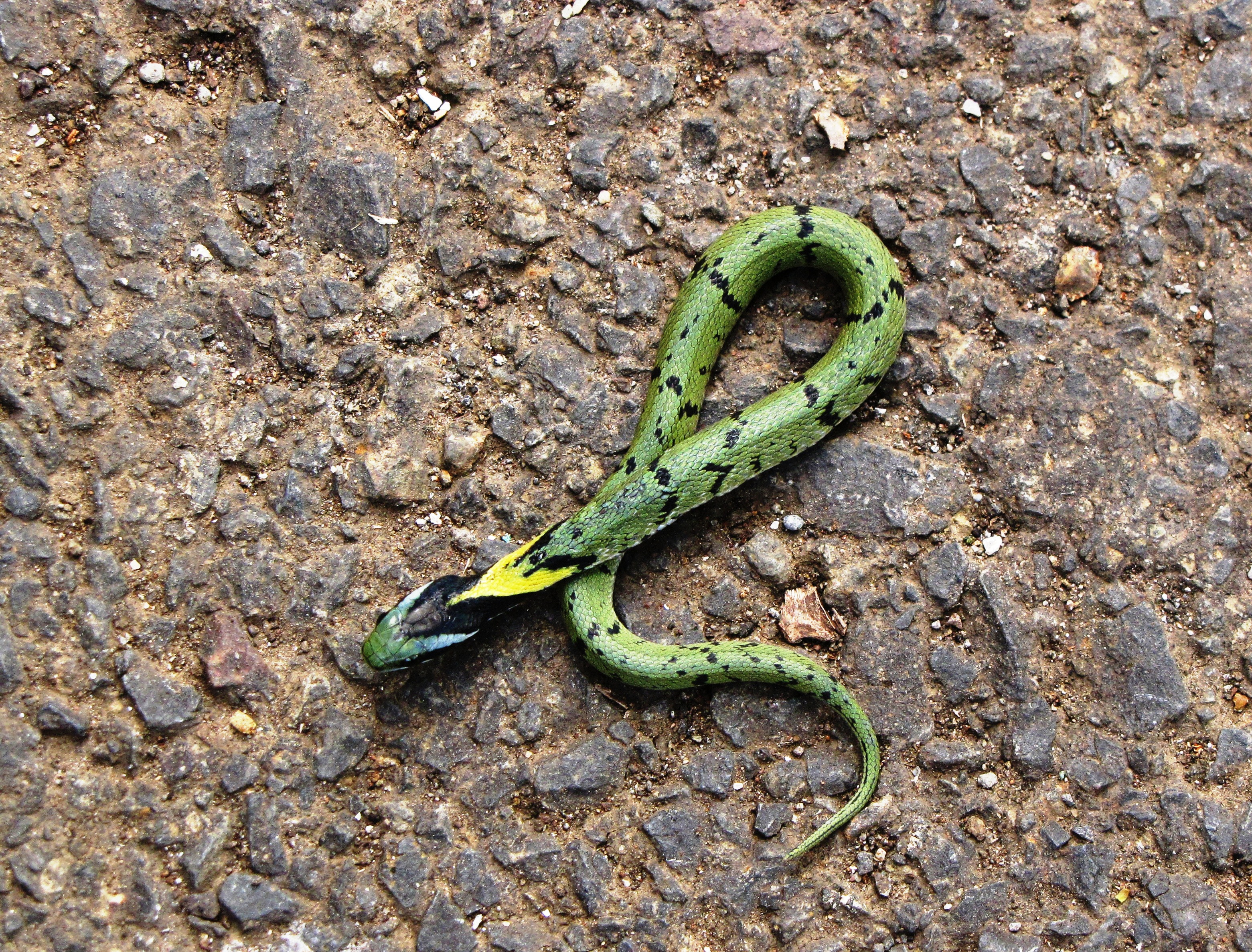
Grüne Kielrückenwassernatter, Jungtier

Die Grüne Kielrückenwassernatter (Rhabdophis plumbicolor, Syn.: Macropisthodon plumbicolor) ist eine in Asien vorkommende ungiftige Schlange. Der Artname leitet sich von den lateinischen Worten plumbum und color mit den Bedeutungen „Blei“ und „Farbe“ ab, ist jedoch insofern irreführend, als die Schlange ein überwiegend grünes, hingegen kein bleifarbenes Aussehen zeigt.

## Merkmale
Die Grüne Kielrückenwassernatter ist eine mittelgroße Schlange, die durchschnittlich 50 (maximal 94) Zentimeter lang wird. Der Körper zeigt eine satte grüne oder gelblich grüne Farbe und ist mit mehr oder weniger unregelmäßigen schwarzen Flecken markiert, die jedoch auch gänzlich fehlen können. Zuweilen heben sich auch helle Flecke ab. Der Rücken ist mit kräftigen, hochkieligen Schuppen bis zur Schwanzspitze bedeckt. Der Bauch ist ganz glänzend weiß oder grau, am Rand grünlich. Die Pupillen sind rund. Der Kopf ist schlank und abgerundet, nur wenig breiter als der Hals und mit glatten und glänzenden Schuppen versehen.
Jungtiere sind in der Regel sehr markant gezeichnet und haben eine gelbe, V-förmige Markierung hinter dem Kopf, die beidseitig breit schwarz angelegt ist. Die schwärzliche Fleckenzeichnung des Körpers ist wesentlich intensiver ausgestaltet als bei älteren Individuen.

## Ähnliche Arten

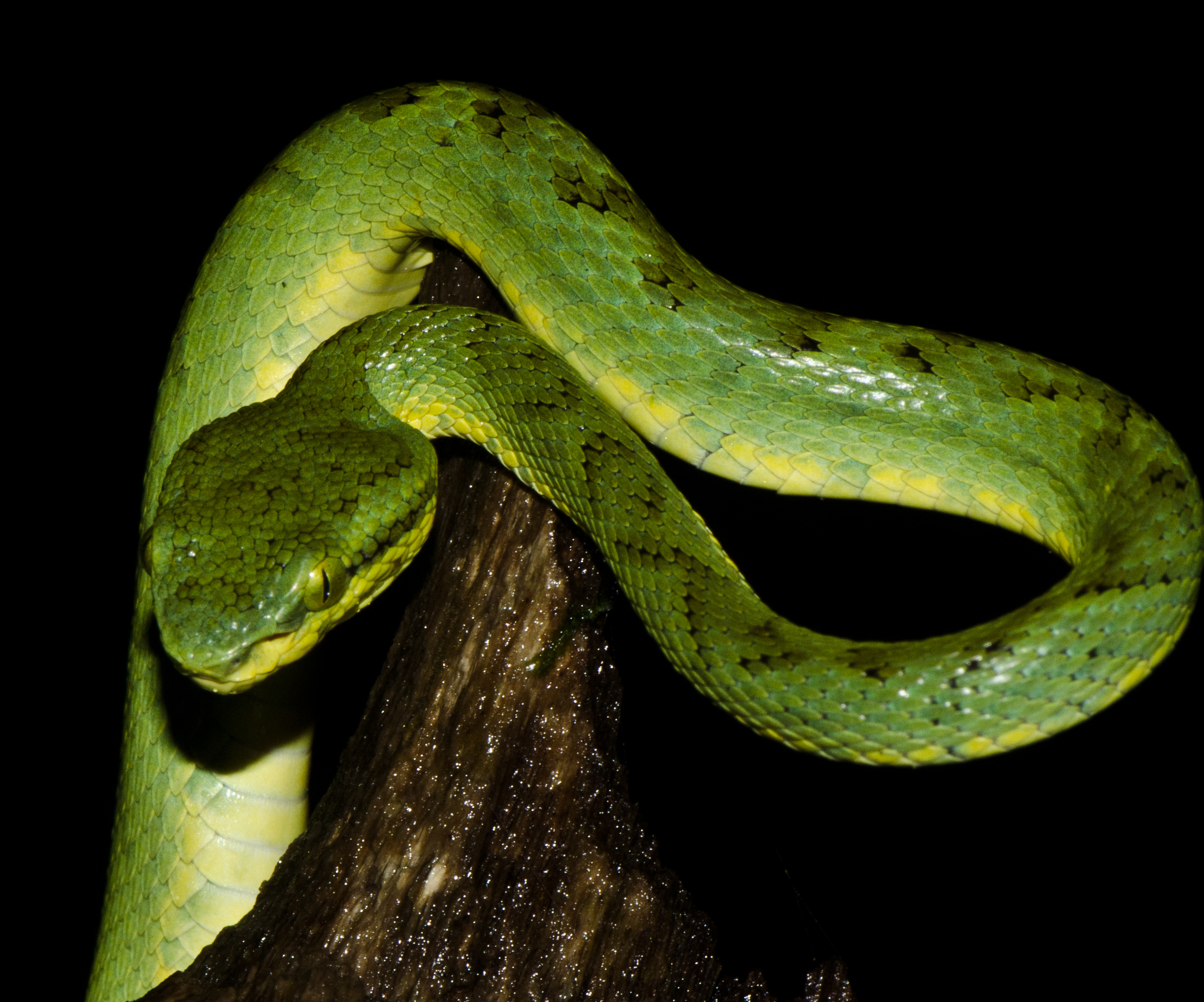
Grüne Bambusotter (zum Vergleich)

Die Grüne Kielrückenwassernatter kann bei oberflächlicher Betrachtung zuweilen mit der giftigen Grünen Bambusotter (Trimeresurus gramineus) verwechselt werden, die sich jedoch deutlich durch einen keilförmigen Kopf, eine leicht erhabene Schnauzenspitze sowie wärmeempfindliche Gruben zwischen den Augen und den Nasenlöchern unterscheidet. Sie hat außerdem vertikal-schlitzförmige Pupillen. Aufgrund einer unsachgemäßen Bestimmung werden ungiftige Grüne Kielrückenwassernattern mitunter fälschlicherweise für die giftige Grüne Bambusotter gehalten und von Menschen unnötig getötet.
Die ebenfalls giftige, grasgrün gefärbte Weißlippen-Bambusotter (Trimeresurus albolabris) unterscheidet sich in erster Linie durch die schmalen weißen Lippenränder an der Schnauze. Weitere Unterscheidungsmerkmale sind die vertikal-schlitzförmige Pupillen sowie ein auf der Oberseite des Schwanzes verlaufender, klar abgesetzter rostroter Streifen.
Gelegentlich wird die Grüne Kielrückenwassernatter auch mit giftigen Kobras (Naja) verwechselt, da sie die Gewohnheit hat, bei Gefahr ihre Nackenhaut zu einer schmalen Haube über dem Boden auszubreiten, die bei den Kobras hingegen meist breit und in aufgerichteter Haltung gezeigt wird. 

## Verbreitung und Lebensraum
Die Grüne Kielrückenwassernatter ist in Indien weit verbreitet und kommt außerdem in Teilen von Pakistan, Bangladesch und Myanmar vor. Die Unterart Rhabdophis plumbicolor palabriya ist auf Sri Lanka endemisch. Der Lebensraum der Art umfasst Laubwälder sowie Feuchtgebiete mit geringer Vegetation. Sie hält sich bevorzugt in feuchter Gegenden in der Nähe von landwirtschaftlich genutzten Flächen sowie in Gärten, offenen Wäldern, Ufergebieten und Wiesen auf.

## Lebensweise
Die Grüne Kielrückenwassernatter führt eine dämmerungs- und nachtaktive Lebensweise. Sie bewegt sich relativ langsam. Tagsüber verbirgt sie sich in verschiedenen Verstecken. Bei Störungen zeigt sie kein aggressives Verhalten, sondern zieht sich zurück. Die Art pflanzt sich durch Oviparie (eierlegend) fort. Das Gelege kann bis zu 14 Eier umfassen. Die Jungtiere schlüpfen während der Monsunzeit.

## Ernährung
Ausgewachsene Grüne Kielrückenwassernattern ernähren sich in erster Linie von verschiedenen Froschlurcharten (Anura), wobei die in Südostasien weit verbreitete und gebietsweise zahlreich auftretende Schwarznarbenkröte (Bufo melanostictus) eine bevorzugte Nahrung darstellt. Die Kröten werden durch Anschleichen und blitzartiges Zupacken überwältigt und anschließend normalerweise mit dem Kopf zuerst lebend im Ganzen verschlungen. Ein vorheriges Umschlingen und Erwürgen der Beutetiere erfolgt nicht. Trotz der teilweise erheblichen Größe der Opfer, die sich zur Verteidigung zusätzlich noch aufblähen, sind die Schlangen in der Lage, aufgrund der unabhängig voneinander verschiebbaren und nur durch dehnbare Bänder verbundenen Ober- und Unterkiefer auch große Beutetiere im Stück zu verschlingen.
Es wurde beobachtet, dass Grüne Kielrückenwassernattern gelegentlich außerdem kleinere Schlangenarten als Nahrung annehmen.

## Gefährdung
Die Grüne Kielrückenwassernatter wird in Indien im Wild Life (Protection) Act, 1972 in Kategorie IV geführt. Dieser Schutzgrad zieht bei Verstößen Strafen nach sich, die jedoch wesentlich geringer ausfallen als bei Verstößen der mit absolutem Schutz geführten Arten in den Kategorien I und II.